# Aki Karvonen
Aki Tapani Karvonen (Valtimo, 31 agosto 1957) è un ex fondista finlandese.

## Biografia
In Coppa del Mondo ha ottenuto il primo risultato di rilievo il 9 gennaio 1982 nella 15 km di Reit im Winkl (15°) e non ha mai ottenuto podi individuali, se non in gare olimpiche o iridate valide anche ai fini della Coppa.
In carriera ha partecipato a due edizioni dei Giochi olimpici invernali (Sarajevo 1984 e Calgary 1988), vincendo un argento e due bronzi, e a quattro dei Campionati mondiali, vincendo due argenti e un bronzo.
Si è ritirato dalle competizioni dopo i Mondiali del 1989 ed è tornato alla sua attività di guardia di confine.

## Palmarès

### Olimpiadi
- 3 medaglie:
  - 1 argento (15 km[2] a Sarajevo 1984)
  - 2 bronzi (50 km[2], staffetta[2] a Sarajevo 1984)

### Mondiali
- 3 medaglie:
  - 2 argenti (30 km[2], staffetta[2] a Oberstdorf 1987)
  - 1 bronzo (staffetta[2] a Oslo 1982)

### Coppa del Mondo
- Miglior piazzamento in classifica generale: 11º nel 1984
- Nessun podio[3] oltre a quelli conquistati in sede olimpica o iridata e validi ai fini della Coppa del Mondo.